# Rinzaiskolan
Rinzai-shu (臨済宗) är en av de huvudsakliga inriktningarna inom japansk zenbuddhism. Rinzais ursprung ligger i den kinesiska Linjiskolan av chanbuddhismen. Rinzai togs till Japan av tendaimunken Myoan Eisai (1141-1215). Munken Hakuin Ekaku (1685-1768) systematiserade användandet av koans, vilket fram tills idag är en grundpelare inom rinzai. Idag är inriktningen uppdelad på 15 undergrenar benämnda efter deras respektive huvudkloster.